# Prix Robert et Frances Flaherty
 (décembre 2020).
Si vous disposez d'ouvrages ou d'articles de référence ou si vous connaissez des sites web de qualité traitant du thème abordé ici, merci de compléter l'article en donnant les références utiles à sa vérifiabilité et en les liant à la section « Notes et références ».
Le prix Robert et Frances Flaherty est la principale récompense attribuée tous les deux ans à un film au Festival international du documentaire de Yamagata.  

## Palmarès
(décembre 2018).
| Année | Film                                                           | Titre original                                                 | Réalisateur                    | Pays      |
| ----- | -------------------------------------------------------------- | -------------------------------------------------------------- | ------------------------------ | --------- |
| 1989  | La rue de traverse                                             | The Crossroad Street                                           | Ivars Seleckis                 | Lettonie  |
| 1991  | Stubborn Dreams                                                | Stubborn Dreams                                                | Szobolits Béla                 | Hongrie   |
| 1993  | Black Harvest                                                  | Ha-Behirah V'Hagoral                                           | Bob Connolly et Robin Anderson | Australie |
| 1995  | Choice and Destiny                                             | Choice and Destiny                                             | Tsipi Reibenbach               | Israël    |
| 1997  | Fragments Jerusalem                                            | Shivrei T'munot Yerushalayim                                   | Ron Havilio                    | Israël    |
| 1999  | Buenos Aires, mon histoire                                     | Buenos Aires, meine Geschichte                                 | German Kral                    | Allemagne |
| 2001  | La Terre des âmes errantes                                     | La Terre des âmes errantes                                     | Rithy Panh                     | France    |
| 2003  | À l'ouest des rails                                            | Tie Xi Qu: West of the Tracks                                  | Wang Bing                      | Chine     |
| 2005  | Before the Flood                                               | Yan mo                                                         | Li Yifan et Yu Yan             | Chine     |
| 2007  | Fengming, chronique d'une femme chinoise                       | Hé Fèngmíng                                                    | Wang Bing                      | Chine     |
| 2009  | L'Encerclement - La démocratie dans les rets du néolibéralisme | L'Encerclement - La démocratie dans les rets du néolibéralisme | Richard Brouillette            | Canada    |